# Brunstrupig barbett
Brunstrupig barbett (Psilopogon corvinus) är en fågel i familjen asiatiska barbetter inom ordningen hackspettartade fåglar.

## Utseende och läte
Brunstrupig barbett är en stor barbett med bladgrön kropp, mörk näbb och jordbrunt huvud. Sången består av en ringande serie med fyra ihåliga hoanden, ofta föregångna av en drill.

## Utbredning och systematik
Fågeln förekommer i  bergsskogar på västra Java. Den behandlas som monotypisk, det vill säga att den inte delas in i några underarter.

### Släktestillhörighet
Arten placerades tidigare liksom de allra flesta asiatiska barbetter i släktet Megalaima, men DNA-studier visar att eldtofsbarbetten (Psilopogon pyrolophus) är en del av Megalaima. Eftersom Psilopogon har prioritet före Megalaima, det vill säga namngavs före, inkluderas numera det senare släktet i det förra.

## Levnadssätt
Brunstrupig barbett är begränsad till bergsskogar på mellan 800 och 200 meters höjd. Liksom andra barbetter är den trög i rörelserna och svår att få syn på. Lättast att upptäcka dem är vid fruktbärande träd där individer eller hela grupper kan samlas.

## Status
Arten har ett begränsat utbredningsområde och dess beståndsutveckling är okänd. Den tros dock inte vara hotad. Internationella naturvårdsunionen IUCN kategoriserar arten som livskraftig.